# Pasco (Washington)
Pour les articles homonymes, voir Pasco.
Pasco est une ville américaine, siège du comté de Franklin dans l'État de Washington, et qui fait partie des Tri-Cities. Selon le recensement de 2000, la population était de 32 066 habitants.

## Histoire
Le 16 octobre 1805, l'expédition Lewis et Clark campa sur le site où se trouve aujourd'hui Pasco, site maintenant commémoré par le Sacagawea State Park. Le site a ensuite été fréquenté par des trappeurs et des chercheurs d'or. Dans les années 1880, le chemin de fer arriva dans la région, via la Northern Pacific Railway, et amena de nombreux colons à la ville. La ville fut officiellement incorporée en 1891 et nommée par Virgil Bogue, un ingénieur de la Northern Pacific Railway, d'après la ville péruvienne de Cerro de Pasco, où il avait travaillé lors la construction du chemin de fer. À cette époque Pasco n'était qu'une petite ville-étape sur le chemin de fer mais la construction du Barrage de Grand Coulee en 1941 permit l'irrigation et favorisa le développement de la ville.
Le laboratoire national de Hanford, construit en 1943, et le projet Manhattan qui suivit dans les années 1940, accelérèrent le développement de la ville bien que la majorité de l'immigration vers Tri-Cities se tourna vers les villes de Kennewick et Richland. Pasco demeura une ville plus tournée vers l'agriculture que vers l'industrie nucléaire.

## Géographie
Pasco se trouve au sud-est de l'État de Washington et fait partie de Tri-Cities, une conurbation regroupant les villes de Pasco, Kennewick et Richland. La ville se trouve sur la rive droite du fleuve Columbia, à quelques kilomètres à l'ouest du confluent entre le fleuve Columbia et la rivière Snake, deux des plus grands cours d'eau du nord-ouest des États-Unis.

## Économie
Le site où se trouve Pasco est propice à l'agriculture, ainsi de nombreuses industries agroalimentaires sont basées à Pasco. Ces dernières années, un certain boom de la viniculture a été observé.
L'aéroport de Tri-Cities se trouve à Pasco et permet de relier Tri-Cities à Seattle, Portland, Denver, Salt Lake City et Las Vegas. Le transport fluvial est possible depuis Pasco, sur le fleuve Columbia et la rivière Snake. Le transport ferroviaire est assuré par la Burlington Northern Railroad tandis que le transport routier est assuré par l'Interstate 182, l'Interstate 82 et l'U.S. Route 395.

## Personnalité liée à la ville
- Chuck Palahniuk, écrivain, est né à Pasco.